# Запази последния танц (песен на Тоника СВ)
„Запази последния танц“ е песен на Тоника СВ, записана през 1984 г., издадена през 1985 г. в третия албум на групата „Обич“. Песента е композиция и аранжимент на Стефан Димитров и е по текст на Маргарит Минков. Изсвирена е със синтезатор Yamaha DX7, акустични барабани и бас китара.